# Condor
 For alternative betydninger, se Condor (flertydig). (Se også artikler, som begynder med Condor)
Condor Flugdienst (forkortet: Condor) er et tysk flyselskab med hovedsæde i byen Frankfurt am Main, delstaten Hessen.

## Historie
Selskabet blev etableret 21. december 1955 som Deutsche Flugdienst GmbH, og havde sin første flyvning 28. marts 1956. Da selskabet udelukkende fløj charterflyvninger, fik det hurtigt problemer da dette marked var i negativ vækst. Lufthansa overtog selskabet og 25. oktober 1961 skiftede det navn til Condor Flugdienst. På det tidspunkt bestod flyflåden af fire Vickers Viscount og to Fokker F27 fly.
Fra 1965 til 1969 oplevede Condor en stor vækst, og de skiftede alle deres fly til jetfly. Det første var et Boeing 727 og i 1967 et Boeing 707 samt i 1969 et Douglas DC-8 til flåden. De følgende år kom mange nye maskiner til. 
I 1973 bestod flåden af 11 Boeing maskiner: 2 Boeing 747, 2 Boeing 707, og 7 Boeing 727
I april 2009 bestod Condor's flåde af følgende fly:
- Airbus A320-200 – 12 stk.
- Airbus A321-200 – 1 stk.
- Boeing 757-300 – 13 stk.
- Boeing 767-300ER – 13 stk.